# Dollárpapa
A Dollárpapa 1956-ban bemutatott fekete-fehér magyar filmvígjáték, Gertler Viktor rendezésében, Gábor Andor 1917-es színpadi vígjátéka alapján. A film jeleneteinek jelentős részét Nagykőrösön vették fel.

## Történet
A századforduló idején járunk. A Koltay családban az eladósorban lévő két lányáról, és az eladósodott tanárról mindenki tudja, hogy van egy milliomos amerikai nagybácsijuk. A nagybácsi váratlanul betoppan, és kiderül róla, hogy koldusszegény, de ezt nincs ideje közölni. A család ügyvédje, Szekeres Jenő úgy intézi, hogy senki se tudja ezt meg.

## Szereplők
| Szerep                         | Színész         |
| ------------------------------ | --------------- |
| Szekeres Jenő ügyvéd           | Darvas Iván     |
| Hoffmann Tamás, a nagybácsi    | Rajz János      |
| Koltay János                   | Ráday Imre      |
| Koltayné, Tilda                | Somogyi Erzsi   |
| Koltay Gizi, a lányuk          | Horváth Júlia   |
| Koltay Kató, a lányuk          | Gaál Rozi       |
| Kercseligeti, főispán          | Uray Tivadar    |
| Ivánka, a főispán fia          | Horváth Tivadar |
| Botlik, bankár                 | Mányai Lajos    |
| Brenner, bankár                | Peti Sándor     |
| Polgármester                   | Timár József    |
| A polgármester felesége        | Fónay Márta     |
| A polgármester lánya           | Lorán Lenke     |
| Közjegyző                      | Hlatky László   |
| Dr. Króny                      | Tompa Sándor    |
| Kapitány                       | Egri István     |
| Szikszai bácsi                 | Máriáss József  |
| Leihner Rudolf kereskedő       | Szabó Ernő      |
| Kandel Ágost szabómester       | Kabos László    |
| Húskereskedő                   | Kazal László    |
| Pék                            | Misoga László   |
| Kocsis                         | Makláry János   |
| Kocsis                         | Bánhidi László  |
| Börtönőr                       | Alfonzó         |
| Börtönőr                       | Pongrácz Imre   |
| Rab                            | Gyenge Árpád    |
| Miniszteri titkár              | Ujlaky László   |
| Faragó úr                      | Benedek Tibor   |
| Diák                           | Koletár Kálmán  |
| Diák                           | Ferkai Tamás    |
| Kercseligeti inasa             | Farkas Antal    |
| Kártyajátékos a vasútállomáson | Horváth Gyula   |

- Valamint: Balajthy Andor, Bodor Tibor, Egri László, Földényi László, Halmay Imre, Herczeg Jenő, Kibédi Ervin, Komlós Vilmos, Pásztor János, Romhányi Rudolf, Solymosi Imre, Somogyi Nusi, Szendrő József, Tassy András, Torma Tóni, Ujváry Viktória, Vay Ilus.

## Szállóigévé vált mondat
- „Éljen a haza! Menjetek haza!”

## Televíziós megjelenés
- M1, M2, ATV, Duna, TV2 (1. logó), Filmmúzeum, Humor 1, M3, Duna World, M5, Magyar Mozi TV